# Târgu Ocna
Târgu Ocna (poderá ser escrito) Tîrgu Ocna, é uma cidade da Romênia situada na margem esquerda do rio Trotuş um afluente do rio Siret, tem linha ferroviária que atravessa a cidade desde a Moldavia  até à Transilvania. Localizada no judeţ (distrito) de Bacău. Târgu Ocna foi construida ao longo das despidas montanhas rochosas dos Cárpatos rica em pedra de sal. É um facto de que a tradução de Ocna para Inglês é "salt mine" ou seja em Português mina de sal.
A principal industria de Târgu Ocna é a produção de sal, sendo o principal fornecedor da Moldávia. Têm ainda outras industrias como a preparação de madeiras, minas de carvão, produção de ferro e também produz petróleo.

## População
- 1900: 8,033
- 2000: 14,184